# Вітер Геннадій Віталійович
Gena Viter (Геннадій Віталійович Вітер, нар.29 травня 1973 року, Миколаїв) — український співак,телеведучий та телепродюсер. Володар премії «Золотий грамофон» від Русское Радио (Україна).

## Життєпис
Народився 29 травня 1973 року в Миколаєві. Мати економіст, батько водій і керівник автобази. У дитинстві любив театр і КВК.

## Освіта
- 1997 — Миколаївське музичне училище, хорове диригування.[5][6]
- Миколаївське музичне училище за спеціальністю «психологія»[7].
- 2001 — Кримський інженерно-педагогічний університет, «менеджмент організацій»

## Телебачення
У віці 24 років переїхав до Києва, працював музичним редактором, у торгівлі.
2007 року став журналістом в програмі «Шоуманія», вів популярний телепроєкт «Аналіз крові» на Новому каналі. До 2009 року вийшло понад сто випусків, був продюсером на каналі.
2011 року створив продакшн «Вітер Груп» з виробництва телепрограм. 2018 року став музичним продюсером каналу «Україна».
З 2017 року продюсує музичну премію «Музична платформа», веде звітні концерти.

## Особисте життя
Неодружений, має доньку.

## Сингли
| Назва                                     | Автор музики | Автор тексту | Рік  |
| ----------------------------------------- | ------------ | ------------ | ---- |
| «Більше 30»                               | О.Малахов    | О.Малахов    | 2021 |
| Feat Наталя Холоденко «Не капай на мозок» | Д.Сисоєв     | Д.Сисоєв     | 2021 |
| «Мона Ліза»                               | Д.Сисоєв     | Д.Сисоєв     | 2020 |
| «Gena'SVITER Song»                        | Д.Сисоєв     | Д.Сисоєв     | 2020 |
| «Вода»                                    | Т.Лукач      | А.Матосьян   | 2019 |
| «Твоя любов»                              | Т.Лукач      | Г.Вітер      | 2019 |
| Feat Поліграф ШарікOFF «Ми на позитиві»   | С.Пархоменко | С.Пархоменко | 2019 |
| «Просто за любов твою»                    | Г.Пугачов    | Г.Вітер      | 2018 |
| «По зіркам босоніж»                       | Г.Пугачов    | Л.Архипенко  | 2018 |

## Відеороботи
| Рік  | Назва кліпу           | Режисер              | Оператор              |
| ---- | --------------------- | -------------------- | --------------------- |
| 2018 | По Звёздам Босиком    | Влад Разиховский     | Олексій Милокост      |
| 2018 | Просто за любовь твою | Ігор Троцький        | Ілля Михайлуш         |
| 2019 | Твоя Любовь           | Тарас Голубков       | Євгеній Кирей         |
| 2019 | Я ловлю от жизни кайф | Олена Вінярська      | Сергій Бандерас       |
| 2019 | Вода                  | Олена Вінярська      | Олександр Старостенко |
| 2020 | Мона Лиза             | Олександр Порядченко | Сергій Бандерас       |
| 2020 | Gena'SVITER Song      | Олена Вінярська      | Олександр Старостенко |
| 2021 | Більше 30             | Олексій Кучеренко    | Денис Кучеренко       |
| 2022 | Поляна (feat. АНЦЯ)   | Ярослав Савчак       | Іван Баняс            |

## Нагороди та премії
- 2011 рік — Золотий громофон (Русское радио (Україна), пісня «За любов твою»
- 2011 рік — «Крутий перець» Перець FM, пісня «За любов твою»[28]
- 2018 рік — Музична платформа, найкраща пісня року «По звездам босиком»
- 2019 рік — «Найкраща пісня року», пісня «Вода»
- 2019 рік — «Найкраща пісня року», пісня «Я ловлю від життя кайф»
- 2019 рік — «Наша зірка», номінація від телепроєкту «Зірковий шлях» (Телеканал «Україна»)
- 2020 рік — «Найкраща пісня року», пісня «Мона Ліза»
- 2020 рік — Українська пісня (фестиваль-концерт), пісня «Серденько моє»
- 2020 рік — «Happy пісня» від Русское радио (Україна), спеціальна нагорода пісні «Мона Ліза»
- 2021 рік — Музична платформа, Найкраща пісня року «Больше 30»
- 2021 рік — Cabinet BOSS top 50, кращий телевізійний музичний продюсер[29]
- 2021 рік — «Разрив шаблонів», номінація від телепроєкту «Зірковий шлях» (телеканал «Україна»)[30]
- 2021 рік — «Happy пісня» від Русское радіо Україна, спеціальна нагорода пісні «Больше 30»